# Schaeberle (cráter marciano)

Localización de Schaeberle (imagen THEMIS)

Schaeberle es un cráter perteneciente al cuadrángulo Lapygia de Marte, localizado en las coordenadas 24.7° Sur de latitud y 309.9° Oeste de longitud. Tiene 160 km de diámetro y debe su nombre al astrónomo estadounidense John Martin Schaeberle (1853-1924).

## Cráteres de impacto
Los cráteres de impacto generalmente tienen un brocal con materiales eyectados a su alrededor, en contraste con los cráteres volcánicos, que normalmente no tienen un brocal o depósito de materiales eyectados.  Cuando los cráteres son más grandes (por encima de 10 km en diámetro) normalmente presentan un pico central, causado por un rebote del suelo del cráter que sigue al impacto.   Si se mide el diámetro de un cráter, es posible estimar su profundidad con distintas proporciones.  A veces los cráteres muestran capas del subsuelo primitivamente enterradas. Las rocas del terreno profundo son expulsadas a la superficie.  De ahí que los cráteres pueden mostrar capas situadas en profundidad bajo la superficie.
| [[File:Wikischaeberle.jpg\|1200px\|alt={{{Alt\|{{{descripción}}}]]                                                                                             |
| Cráter Schaeberle, fotografía de la cámara CTX a bordo del Mars Reconnaissance Orbiter. Parte este del cráter (El norte, hacia la izquierda de la fotografía). |

|  |  |  |

## Por qué  los cráteres son importantes
La densidad de cráteres de impacto suele permitir determinar las edades de las superficies de Marte y de otros cuerpos del sistema solar. Las superficies más antiguas suelen tener mayor presencia de cráteres, y sus formas pueden revelar la presencia de hielo en el terreno.